# انکه ۹۱۳۴
سیارک ۹۱۳۴ (به انگلیسی: 9134 Encke، نامگذاری:4822P-L) نه هزار و صد و سی و چهارمین سیارک کشف شده‌است که در ۲۴ سپتامبر ۱۹۶۰ کشف شد.
قدر مطلق سیارک برابر ۱۴٫۲۰ است.